# Ruth Winder
Ruth Joyce Winder (Keighley, 9 luglio 1993) è una ciclista su strada e pistard statunitense. Attiva tra le Elite UCI dal 2014 al 2021 e nuovamente dal 2024 con la Human Powered Health, ha vinto una tappa al Giro d'Italia 2018 e il titolo nazionale in linea 2019.

## Palmarès

### Strada
- 2017 (UnitedHealthcare Pro Cycling, sette vittorie)

1ª tappa Joe Martin Stage Race (Devil's Den State Park, cronometro)
2ª tappa Joe Martin Stage Race (Cedarville > Fayetteville)
4ª tappa Joe Martin Stage Race (Fayetteville > Fayetteville)
Classifica generale Joe Martin Stage Race
1ª tappa Tour de Feminin-O cenu Českého Švýcarska (Krásná Lípa > Varnsdorf)
2ª tappa Tour de Feminin-O cenu Českého Švýcarska (Jiříkov > Jiříkov)
Classifica generale Tour de Feminin-O cenu Českého Švýcarska
- 2018 (Sunweb, tre vittorie)

5ª tappa Giro d'Italia (Omegna > Omegna)
3ª tappa Tour de l'Ardèche (Saint-Sauveur-de-Montagut > Villeneuve-de-Berg)
6ª tappa Tour de l'Ardèche (Savasse > Montboucher-sur-Jabron)
- 2019 (Trek-Segafredo, tre vittorie)

1ª tappa Setmana Ciclista Valenciana (Cullera > Gandia)
Campionati statunitensi, Prova in linea
Prologo Giro del Belgio (Mettet > Mettet, cronometro)
- 2020 (Trek-Segafredo, due vittorie)

1ª tappa Tour Down Under (Nairne > Stirling)
Classifica generale Tour Down Under
- 2021 (Trek-Segafredo, due vittorie)

Freccia del Brabante
4ª tappa Tour International de l'Ardèche (Aumont-Aubrac > Monte Lozère)
- 2024 (Human Powered Health, una vittoria)

Classifica generale Thüringen Ladies Tour

#### Altri successi
- 2015 (UnitedHealthcare Pro Cycling)

Classifica giovani Joe Martin Stage Race
- 2017 (UnitedHealthcare Pro Cycling)

Classifica giovani Tour of the Gila
Classifica a punti Tour de Feminin-O cenu Českého Švýcarska
- 2018 (Sunweb)

1ª tappa Giro d'Italia (Verbania > Verbania, cronosquadre)
Cronosquadre Tour of Norway
Classifica a punti Tour Cycliste Féminin International de l'Ardèche
- 2019 (Trek-Segafredo)

Postnord UCI WWT Vårgårda WestSweden TTT, (cronosquadre)
- 2020 (Trek-Segafredo)

1ª tappa Giro d'Italia (Grosseto > Grosseto, cronosquadre)
- 2021 (Trek-Segafredo)

1ª tappa Giro d'Italia (Fossano > Cuneo, cronosquadre)

### Pista
- 2015

Campionati panamericani, Inseguimento a squadre (con Kelly Catlin, Sarah Hammer e Jennifer Valente)

## Piazzamenti

### Grandi Giri
- Giro d'Italia

2013: 102ª
2014: 119ª
2018: 14ª
2019: 29ª
2020: 41ª
2021: ritirata (10ª tappa)
2024: 30ª
- Tour de France

2024: ritirata (8ª tappa)

### Competizioni mondiali

#### Strada
- Campionati del mondo su strada

Ponferrada 2014 - Cronosquadre: 6ª
Richmond 2015 - Cronosquadre: 6ª
Bergen 2017 - In linea Elite: 71ª
Innsbruck 2018 - In linea Elite: 10ª
Yorkshire 2019 - In linea Elite: 67ª
Imola 2020  - In linea Elite: ritirata
Fiandre 2021 - Staffetta: 8ª
Fiandre 2021 - In linea Elite: 21ª
Zurigo 2024 - In linea Elite: 62ª
- World Tour

2016: 132ª
2017: 43ª
2018: 71ª
2019: 35ª
2020: 46ª
2021: 31ª
- Giochi olimpici

Tokyo 2020 - In linea: 45ª

#### Pista
- Campionati del mondo su pista

Cali 2014 - Inseguimento a squadre: 5ª
Cali 2014 - Inseguimento individuale: 10ª
Saint-Quentin-en-Yvelines 2015 - Inseguimento a squadre: 5ª
Londra 2016 - Inseguimento individuale: 4ª